# Fiesta del Medio Otoño
La Fiesta del Medio Otoño también conocida como la Fiesta de la Luna es una festividad anual celebrada por el pueblo chino, vietnamita, coreano y japonés. La fiesta se celebra el día 15 del octavo mes en el calendario chino y calendario vietnamita, durante la luna llena, que es en septiembre o principios de octubre en el calendario gregoriano, a lo largo de los 15 días del equinoccio de otoño.
El día festivo es también celebrado en Corea (Chuseok) y Japón (Tsukimi). Es una festividad de origen chino. En China continental aparece el festival como un "patrimonio cultural inmaterial" en el 2006 y en  festivos públicos en China en 2008. Es considerada la segunda festividad tradicional más importante del año, después del Año Nuevo lunar.

## Costumbres
Cada sitio tiene su costumbre diferente, hay costumbres en común. Se contempla la luna con toda la familia, es una actividad popular y tradicional en China. Se prepara y se come un postre muy especial ese día, que se llama el Pastel de luna, con variados sabores. Y este pastel es como símbolo significante de la luna.
Sitios como en Japón y Corea, se come un huevo frito, porque se parece una luna llena. En el sur de China y Vietnam, hay fiestas de los faroles con varios colores.

### Faroles
Una parte importante de las celebraciones consiste en llevar farolillos bien iluminados, encender farolillos en torres o farolillos flotantes en el cielo. Otra tradición que utiliza faroles consiste en escribir adivinanzas en ellas y pedir a otras personas que intenten adivinar las respuestas (chino simplificado: 灯谜; chino tradicional: 燈謎; pinyin: denmi; lit. "acertijos de linternas").

### Pasteles de luna
Hacer pasteles de luna y compartirlos es una de las tradiciones distintivas de esta fiesta. En la cultura china, la forma redonda simboliza la culminación y la reunificación. Así, el reparto de pasteles de luna redondos entre los miembros de la familia durante la semana de la fiesta significa plenitud y unidad familiar. En algunas partes de China, existe la tradición de hacer pasteles de luna en la noche de la Fiesta del Medio Otoño. El mayor de la familia cortaba los pasteles de luna en trozos y los repartía entre los miembros de la familia, lo que significaba una reunión familiar. Sin embargo, en los tiempos modernos, la elaboración de pasteles de luna en casa ha dado paso a la costumbre más popular de regalar pasteles de luna a los miembros de la familia, aunque se mantiene la idea de mantener la unidad familiar. 

### Otros productos y expositores alimentarios
Los platos imperiales que se servían en esta ocasión incluían raíces de loto con nueve articulaciones, que simbolizaban la paz, y sandías cortadas en forma de pétalos de loto, que simbolizaban la reunión. Las tazas de té se colocaban en mesas de piedra en el jardín, donde la familia se servía té y charlaba, esperando el momento en que el reflejo de la luna llena apareciera en el centro de sus tazas. Debido a la época de floración de la planta, el vino de casia se utiliza tradicionalmente para el "vino de reunión" que se bebe en esta ocasión. Además, la gente lo celebra comiendo pasteles y caramelos de casia. En algunos lugares, la gente lo celebra bebiendo vino de osmanthus y comiendo mooncakes de osmanthus.

## El origen
La fiesta del medio otoño se celebra durante la estación de la recolección del trigo, y en su remoto origen era para celebrar la rica cosecha, dando gracias a los dioses de la Tierra. Otra versión dice que "La diosa Chang'e va hacia la Luna" cuento mitológico famoso en China.

## Fechas
La Fiesta del Medio Otoño se celebra el decimoquinto día del octavo mes en el  calendario Han — esencialmente la noche de la luna llena— que cae en un día entre el 8 de septiembre y 8 de octubre en el calendario gregoriano. En 2014 el Festival del Medio Otoño se cayó el 8 de septiembre. Ocurrirá en estos días en los próximos años:
- 2015: 27 de septiembre
- 2016: 15 de septiembre
- 2017: 4 de septiembre
- 2018: 24 de septiembre
- 2019: 13 de septiembre
- 2020: 1 de octubre
- 2021: 21 de septiembre
- 2022: 10 de septiembre
- 2023: 29 de septiembre
- 2024: 17 de septiembre
- 2025: 6 de octubre
- 2026: 25 de septiembre
- 2027: 15 de septiembre
- 2028: 3 de octubre
- 2029: 22 de septiembre
- 2030: 12 de septiembre